# بل ۲۲۲
بل ۲۲۲ (به انگلیسی: Bell 222) یک بالگرد ساختِ کارخانهٔ بل هلیکوپتر در کشور ایالات متحده آمریکا و کانادا است. این بالگرد برای نخستین بار در ۱۳ اوت ۱۹۷۶ میلادی مورد استفاده قرار گرفت.